# Kovácsy Béla (állatorvos)
Hadadi Kovácsy Béla (Tasnádszántó, Szilágy megye, 1861. november 22. – Budapest, 1931. június 6.) gazdasági tanintézeti igazgató, állatorvos, állattenyésztési szakíró, lapszerkesztő.

## Élete
Tasnádszántón született, ahol apja, Kovácsy Sándor, gróf Mikó Imre jószágigazgatója volt. Középiskolai tanulmányai után a budapesti magyar királyi állatorvosi akadémián szerzett oklevelet, majd az 1883–1884-es tanévben a Magyaróvári Gazdasági Akadémián is tanult. Állatorvosi tanulmányai befejezése után külföldi tanulmányutat tett. Visszatérése után, 1881-ben vesztegintézeti segéddé nevezték ki és a Földművelésügyi Minisztérium Állategészségügyi Osztályába osztották be. 1884-ben állami állatorvos lett Sopronban. 1885-ben a Kassai Magyar Királyi Gazdasági Tanintézet állattenyésztési tanszékének rendes tanárává, 1895-ben pedig ugyanezen intézet igazgató-tanárává nevezték ki. 1907–1910 között a végleges épületbe költözött Mezőgazdasági Múzeumba helyezték tanintézeti igazgatói fokozatának és minőségének megőrzésével, ahol az állattenyésztési és szakoktatási kiállítások berendezési munkáit irányította. 1910 végével a Rodiczky Jenő által alapított Országos Gyapjúminősítő Intézet igazgatójává nevezték ki. 1914-ig töltötte be e pozíciót állami szolgálatból való nyugdíjaztatásáig. Ezután a Műtrágyát Értékesítő Szövetkezet propagandaosztályának lett az igazgatója, azonban főleg a juhtenyésztés terén tevékenykedett tovább.
Elhunyt 1931. június 6-án délután 1 órakor, örök nyugalomra helyezték 1931. június 8-án délután a Farkasréti temetőben. Neje Oberling Imra volt.

## Munkái
Cikkei a Kassai Állatvédő Egyesület Évkönyveiben (1888. A hasznos madarak és azok védelméről, 1890. Adatok a ló eredete és történetéről); a Kassai m. kir. Gazdasági Tanintézet Évkönyveiben (1889. Kísérletek egy új fertőtlenítő szerrel, Kuhlandi tehenészetünk, 1891. A réti széna és értékét befolyásoló körülmények, A legegyszerűbb zöldtakarmány-eltartási mód, 1892. Takarmányozási kísérletek a közönséges módon és a Mandl-féle eljárással készült moslékkal, 1893. Etetési kísérletek malacokkal, 1897. Micsoda befolyással van a mosléketetés a tejre); a Gazdasági Mezőgazdában (1889. A kassai gazdasági tanintézet, Védhetjük-e betegségek ellen állatainkat gyógyszerekkel?, A Blunt-féle takarmányprés, Egy mintagazdaság Erdélyben, Egynémely mesterséges takarmány hamisítása, A szarvasmarha hizlalása, 1892. Modern állattenyésztők, Hol és mikor oltsunk lépfene ellen?, Védő oltások lépfene és orbánc ellen); a Gazdasági Lapokban (1889. A ragadós száj- és körömfájás); a Mezőgazdasági Szemlében (1891. Szarvasmarha-tenyésztésünk fejlődésének akadályai, 1895. Milyen húsú sertést tenyésszünk?, 1896. A sovány tej értékesítése sertéssel, 1898. Hogy tehetnők sertés-tenyésztésünket jövedelmezőbbé?), a Köztelekben (1895. Depecoratio, 1898. Magyarország sertéstenyésztésének jövője) stb., a Magyarország vármegyéi és városai c. monográfia I. kötetében Abaúj-Torna vármegye és Kassa, Budapest, 1896. (Abauj-Tornavármegye mezőgazdasága); a Torontálmegyei Gazdasági Egyesület Értesítőjének és a Háztartásnak is munkatársa volt.
- Tanulmány a kefirről, különös tekintettel annak eredete és története, készítési módja és összetétele, élettani és gyógytani jelentőségére. Kassa, 1888.
- A hasznos madarak és azok védelméről. Kassa, 1888.
- A ló és annak tenyésztése. Kézikönyv lótenyésztők, lókedvelők, állatorvosok és mezőgazdák számára. Kassa, 1888–1889. 531 ábrával és Magyarország lótenyésztési térképével. Négy füzet. (Monostory Károllyal együtt. 2. jav. kiadás. Kassa, 1892.)
- A sertés, annak tenyésztése és hizlalása. Kézikönyvül sertéstenyésztők, hizlalók, mezőgazdák és állatorvosok számára. Számos ábrával és fénynyom. mellékletekkel. Kassa, 1889-1890. Nyolc füzet. (Monostory Károllyal.)
- Adatok a ló eredete és történetéről. Kassa, 1890.
- Takarmányozástan. Kézikönyv gazdák, gazdasági akadémiai hallgatók használatára. Kassa, 1893.
- Háziállataink takarmányozása. Kolozsvár, 1893. (Az erdélyi gazdasági egylet könyvkiadó-vállalata. VII. évf. 2. füzet.)
- Sertéstenyésztéstan. Kézikönyv gazdasági tanintézeti hallgatók, sertéstenyésztők, mezőgazdák és állatorvosok részére. Kassa, 1899. Szövegbe nyomott 45 ábrával.

Szerkesztette a Magyaróvárról Kassára áthelyezett Gyakorlati Mezőgazda c. gazdasági hetilapot 1886–1894-ben; a Falusi Gazda Naptárát, 1889–1892-ben, a Gyakorlati Mezőgazda Zsebnaptárát 1892–1894 között és a Kassai m. kir. Gazdasági Tanintézet Értesítőjét és Évkönyvét 1895-től.